# Sint-Gillis-bij-Dendermonde
Sint-Gillis-bij-Dendermonde är en ort i Belgien.   Den ligger i provinsen Östflandern och regionen Flandern, i den centrala delen av landet, 25 km nordväst om huvudstaden Bryssel. Sint-Gillis-bij-Dendermonde ligger 7 meter över havet och antalet invånare är 12 833.
Terrängen runt Sint-Gillis-bij-Dendermonde är platt. Runt Sint-Gillis-bij-Dendermonde är det tätbefolkat, med 819 invånare per kvadratkilometer.. Närmaste större samhälle är Dendermonde, 1,3 km nordväst om Sint-Gillis-bij-Dendermonde. 
Omgivningarna runt Sint-Gillis-bij-Dendermonde är en mosaik av jordbruksmark och naturlig växtlighet.